# Apraxi
Apraxi (græsk: άπραξία – mgl. handling). Manglende evne til at udføre handlinger, eksempelvis efter en blodprop i hjernen.
| symptomer | Spire Denne artikel om symptomer er en spire som bør udbygges. Du er velkommen til at hjælpe Wikipedia ved at udvide den. |